# Alliance interparlementaire sur la Chine
L'Alliance interparlementaire sur la Chine (en anglais : Inter-Parliamentary Alliance on China ou Ipac) est une alliance internationale de parlementaires de pays démocratiques qui se consacre aux relations avec la République populaire de Chine, et plus particulièrement avec le Parti communiste chinois. Elle a été créée en juin 2020, à l'occasion de l'anniversaire des manifestations et du massacre de la place Tiananmen en 1989. L'alliance compte des centaines de membres issus d’une trentaine d’assemblées législatives et du Parlement européen. Chaque assemblée législative représentée assure à tour de rôle la présidence de l'alliance. Son objectif est de créer une réponse coordonnée à la Chine en matière de commerce mondial, de sécurité et de droits de l'homme.
Bon nombre des membres ou des animateurs de cette alliance ont été affectés par des mesures de rétorsion chinoises au cours des dernières années, des menaces, des cyberattaques et des propos intimidants.

## Histoire

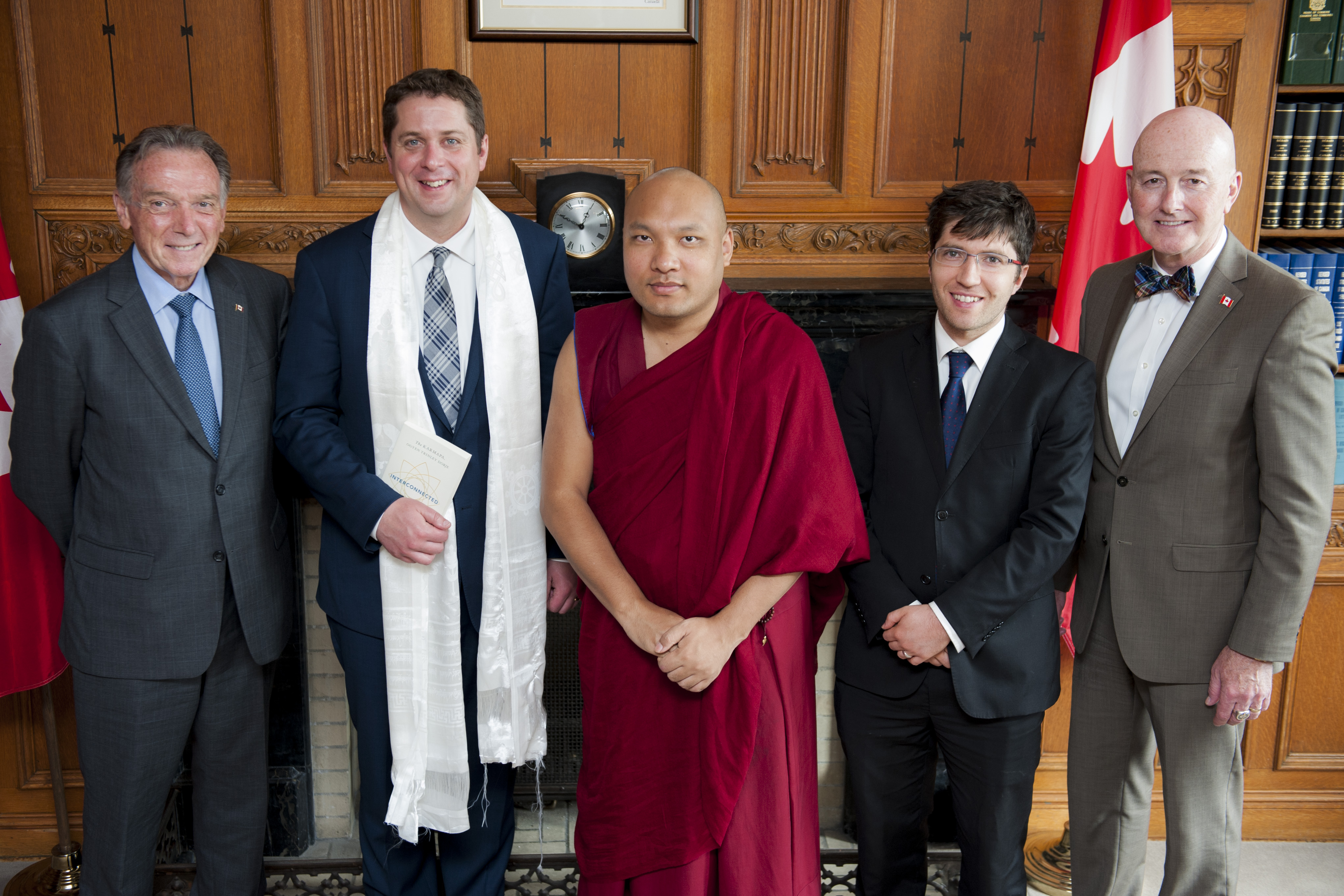
Peter Kent, Andrew Scheer, le 17e karmapa, avec les membres de l'alliance, Garnett Genuis et David Sweet - qui se préoccupe depuis longtemps des restrictions imposées par le PCC à la liberté religieuse au Tibet.

L’alliance est créée le 4 juin 2020, jour anniversaire des manifestations et du massacre de la place Tiananmen en 1989,,,.
Deux événements contemporains ont également contribué à  la formation de l'alliance  en juin 2020 : la tentative initiale de la Chine d'étouffer les informations sur ce qui est finalement devenu la pandémie de COVID-19 et le projet de Pékin de criminaliser la dissidence dans le territoire semi-autonome de Hong Kong. Dans sa déclaration fondatrice, l’alliance affirme que « les pays qui ont tenté de s'opposer à Pékin l'ont fait la plupart du temps de façon isolée - et souvent à leurs dépens ».
Le « manque de transparence de la Chine concernant la pandémie de COVID-19 » a poussé de nombreux pays démocratiques à se confronter au PCC. Lorsque l'Australie a demandé à la Chine de rendre compte de ses actions, ou de son inaction, face à l'épidémie détectée pour la première fois à Wuhan, la Chine a rapidement imposé de nouveaux droits de douane sur l'orge australienne et a interdit certaines viandes bovines, avant de déconseiller aux citoyens chinois de se rendre dans le pays. Le député conservateur canadien et coprésident du groupe, Garnett Genuis, a déclaré : « Nous ne voulons pas nous retrouver dans une situation où les pays sont pris pour cible et isolés les uns après les autres ».
Les membres européens et britanniques de l’Ipac ont subi également des cyberattaques chinoises, notamment en 2021 : « Plus de 1000 courriels à plus de 400 comptes uniques de personnes associées à l’Ipac ». Les objectifs de ces envois étaient de suivre « les paramètres de livraison des courriels et de recevoir des données de la part  des victimes qui ont ouvert les courriels, notamment les adresses IP, les types de navigateurs et les systèmes d’exploitation des victimes ».
En mars 2024, cette Alliance interparlementaire sur la Chine a annoncé dans une vidéo le lancement d’une campagne appelant les gouvernements du monde entier à évaluer l’impact économique d’un conflit dans le détroit de Taiwan et à tenter de prévenir un tel conflit.